# Jean-Luc Seret
Jean-Luc Seret (ur. 4 września 1951 w Saint-Étienne-du-Rouvray, zm. 19 marca 2024) – francuski szachista, mistrz międzynarodowy od 1982 roku.

## Kariera szachowa
Od pierwszych lat 70. do końca 80. należał do ścisłej krajowej czołówki. W indywidualnych mistrzostwach Francji zdobył łącznie 8 medali: 4 złote (1980, 1981, 1984, 1985), 3 srebrne (1971, 1975, 1989) i 1 medal brązowy (1974). W tym okresie należał do podstawowych zawodników reprezentacji narodowej. Wielokrotnie reprezentował Francję w turniejach drużynowych, m.in.: pięciokrotnie na olimpiadach szachowych (w latach 1974, 1976, 1980, 1982, 1984),  na drużynowych mistrzostwach świata (w roku 1985) oraz dwukrotnie na turniejach o Puchar Mitropa (Mitropa Cup) (w latach 1981, 1987), w 1987 r. zdobywając wspólnie z drużyną srebrny medal.
Wielokrotnie brał udział w turniejach międzynarodowych, sukces osiągając m.in. w Messery (1973/74), gdzie zwyciężył przed Miodragiem Todorceviciem. Trzykrotnie startował w turniejach strefowych (eliminacji mistrzostw świata) w Marbelli (1982), Montpellier (1985) i Lyonie (1990), nie zdołał jednak ani razu wywalczyć awansu do turnieju międzystrefowego. W roku 2004 odniósł duży sukces, dzieląc I miejsce (wraz z Henrikiem Teske i Anthony Kostenem) w otwartym turnieju w Naujac-sur-Mer, natomiast w następnym roku podzielił I lokatę (wraz z m.in. Eckhardem Schmittdielem i Siergiejem Fiedorczukiem) w kolejnym openie, rozegranym w Avoine.